# Slaves and Masters
Az 1990-ben megjelent Slaves and Masters a Deep Purple tizenharmadik stúdióalbuma. Ez az egyetlen Deep Purple-album, amin Joe Lynn Turner énekel, ő az előző évben került Ian Gillan helyére.

## Az album dalai
1. "King of Dreams" (Ritchie Blackmore, Roger Glover,  Joe Lynn Turner) – 5:28
2. "The Cut Runs Deep" (Blackmore, Glover, Jon Lord, Ian Paice, Turner) _ – 5:42
3. "Fire in the Basement" (Blackmore, Glover, Lord, Paice, Turner) – 4:43
4. "Truth Hurts" (Blackmore, Glover, Turner) – 5:14
5. "Breakfast in Bed" (Blackmore, Glover, Turner) – 5:17
6. "Love Conquers All" (Blackmore, Glover, Turner) – 3:47
7. "Fortuneteller" (Blackmore, Glover, Lord, Paice, Turner) – 5:49
8. "Too Much Is Not Enough" (Greenwood, Held, Turner) – 4:17
9. "Wicked Ways" (Blackmore, Glover, Lord, Paice, Turner) – 6:33

Ide tartozik még a "Slow Down Sister" szám, ami csak kislemezen jelent meg, valamint a "Fire, Ice And Dynamite" dal, amelyik a "Heavy Metal Pioneers" című DVD végén a stáblista alatt szól.

## Közreműködők
- Joe Lynn Turner – ének
- Ritchie Blackmore – szólógitár
- Jon Lord – orgona, billentyűk
- Roger Glover – basszusgitár
- Ian Paice – dob